# Dortan
Dortan è un comune francese di 2 130 abitanti situato nel dipartimento dell'Ain della regione dell'Alvernia-Rodano-Alpi.

## Storia
Tra il 12 ed il 22 luglio 1944 nel corso di una serie di rastrellamenti contro la Resistenza locale, i cosacchi della 5ª compagnia dell'Ost-Bataillon torturarono, stuprarono ed uccisero 35 donne e uomini di Dortan.

## Società

### Evoluzione demografica
Abitanti censiti